# Musaranya de Nigèria
La musaranya de Nigèria (Crocidura nigeriae) és una espècie de musaranya que viu a Benín, Burkina Faso, el Camerun, Costa d'Ivori, Nigèria, Togo i Ghana.